# Naturschutzgebiet Königswiese

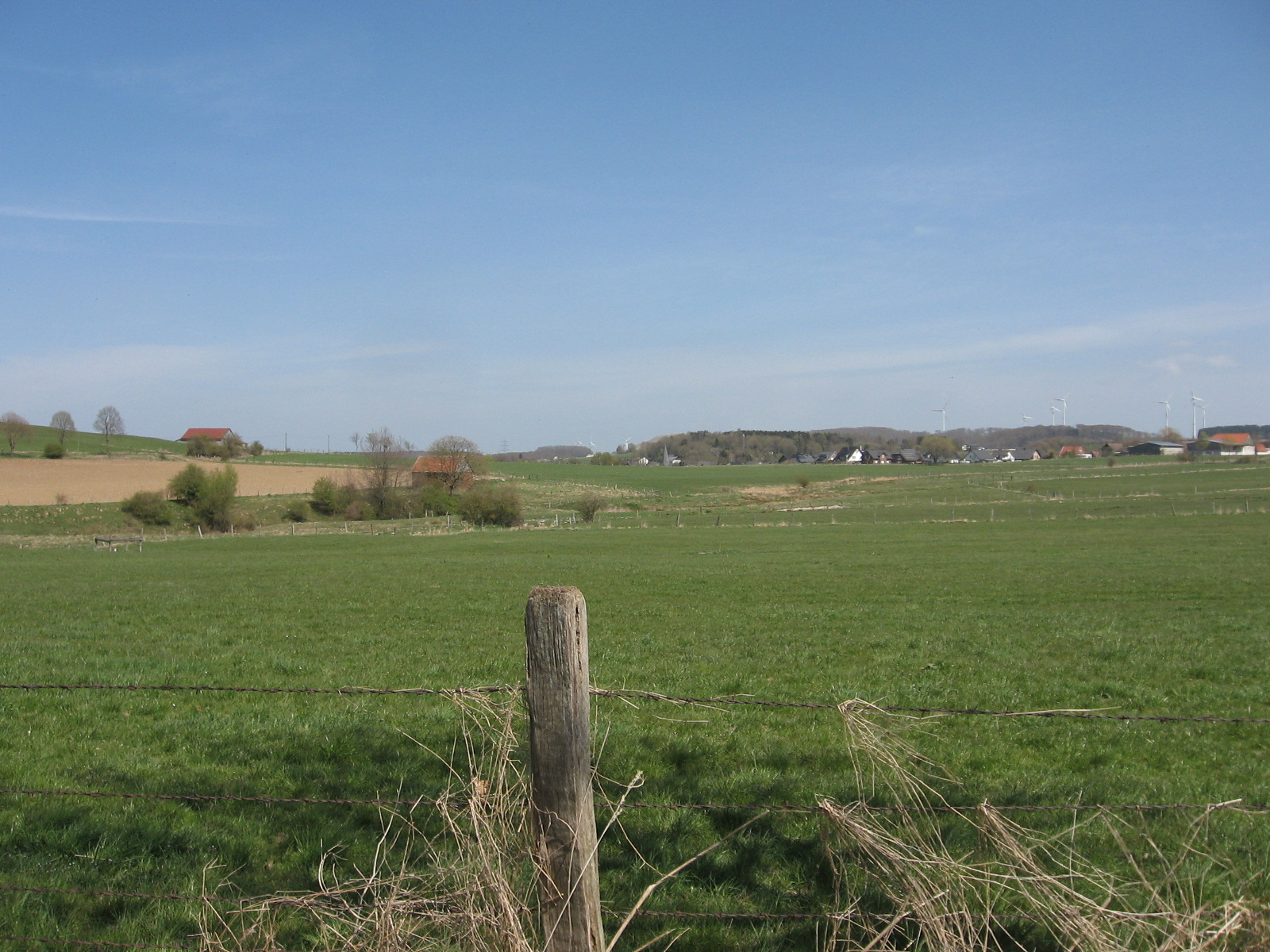
NSG Königswiese mit Thülen im Hintergrund

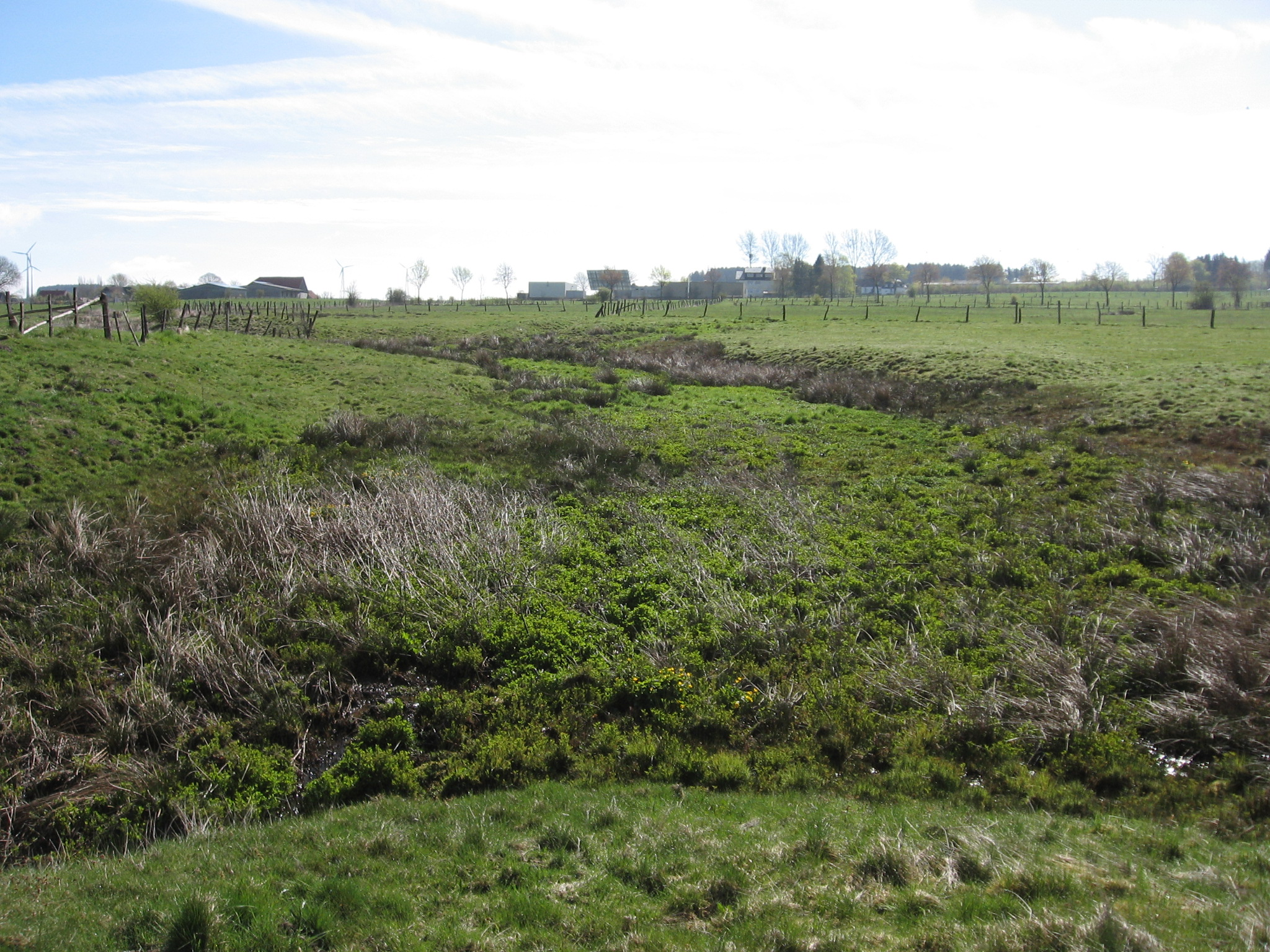
Sickerquellbereich im NSG Königswiese

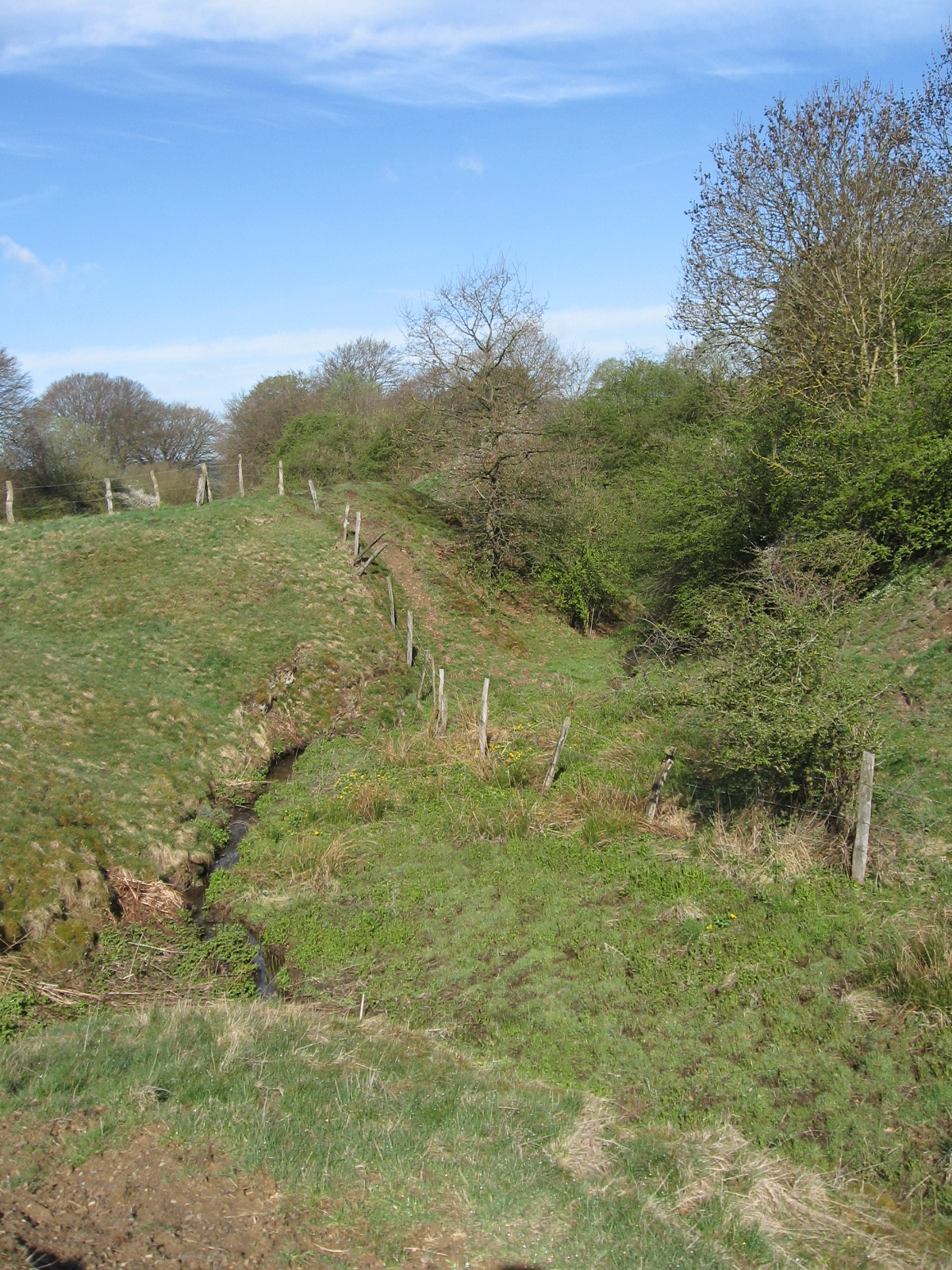
Schwelge hinten

Das Naturschutzgebiet Königswiese mit einer Größe von 20,9 ha liegt südwestlich von Thülen im Stadtgebiet von Brilon. Das Gebiet wurde 2001 mit dem Landschaftsplan Hoppecketal durch den Hochsauerlandkreis als Naturschutzgebiet (NSG) ausgewiesen. Nordwestlich grenzt direkt das Naturschutzgebiet Feldberg (Brilon, HSK-211) an. Das NSG gehört seit 2023 zum Vogelschutzgebiet Diemel- und Hoppecketal mit angrenzenden Wäldern.

## Gebietsbeschreibung
Beim NSG handelt es sich um einen Grünlandbereich mit tief eingeschnittenem Quellbachtal mit Schwalgloch. Die Talböschungen sind mit strukturreichen Böschungshecken und Buchen-Gehölzen bewachsen. Ferner befindet sich in einer seggen- und binsenreichen Nasswiese am östlichen NSG-Rand ein Quellbereich mit zahlreichen Sickerquellen des Baches Schwelge. Im NSG liegen auch der etwa 770 m lange Lauf der Schwelge und das Schwalgloch am westlichen NSG-Rand, in dem der Bach verschwindet. Von Rindern beweidete Magerweiden befinden sich an den Böschungen und oberhalb davon im Westen des NSG. Umschlossen wird dieser Komplex von Wiesen und Mähweiden, im Norden liegt ein größerer Acker im NSG.
Zur Bedeutung des NSG dokumentiert das Landesamt für Natur, Umwelt und Verbraucherschutz Nordrhein-Westfalen: „Es ist ein wichtiges Offenland-Biotopverbundelement der südlichen Briloner Hochfläche.“
Das Gebiet ist Nahrungshabitat des Rotmilans, im Gebiet brütet der Neuntöter. An zwei Stellen im NSG wächst der vom Aussterben bedrohte Efeu-Wasserhahnenfuß. Es wurden durch das Landesamt für Natur, Umwelt und Verbraucherschutz Nordrhein-Westfalen Pflanzenarten wie Alpen-Johannisbeere, Bachbunge, Bach-Quellkraut, Bitteres Schaumkraut, Blutwurz, Braunstieliger Streifenfarn, Breitblättriges Kahlfruchtmoos, Brennender Hahnenfuß, Echter Wolfsfuß, Echtes Johanniskraut, Echtes Labkraut, Färber-Ginster, Flatter-Binse, Flutender Schwaden, Gänseblümchen, Efeu, Glattes Neckermoos, Gras-Sternmiere, Harzer Labkraut, Heidelbeere, Jakobs-Greiskraut, Magerwiesen-Margerite, Quell-Sternmiere, Schlangen-Knöterich, Seidenmoos, Spitzblütige Binse, Sumpfdotterblume, Sumpf-Schafgarbe, Sumpf-Ziest, Wiesen-Flockenblume, Wiesen-Kerbel und Zottiges Weidenröschen nachgewiesen.

## Schutzzweck
Das NSG soll das Grünland und dessen Arteninventar schützen. Wie bei allen Naturschutzgebieten in Deutschland wurde in der Schutzausweisung darauf hingewiesen, dass das Gebiet „wegen der Seltenheit, besonderen Eigenart und Schönheit des Gebietes“ zum Naturschutzgebiet wurde.
Der Landschaftsplan führt zum speziellen Schutzzweck auf: „Sicherung des Gebietes aus erdgeschichtlichen und landeskundlichen Gründen sowie wegen seiner besonderen Eigenart und hervorragenden Schönheit; Erhaltung und Optimierung der Lebensbedingungen einer artenreichen, teilweise stark gefährdeten Flora und Fauna.“

## Gebote
Als zusätzliche Gebote, gegenüber anderen Schutzgebieten im Landschaftsplangebiet, wurde festlegt, dass Ackerflächen im NSG wieder in Grünland umzuwandeln sind; auch die Weihnachtbaumkultur im Gebiet soll in Grünland umgewandelt werden.